# 美徳の不幸

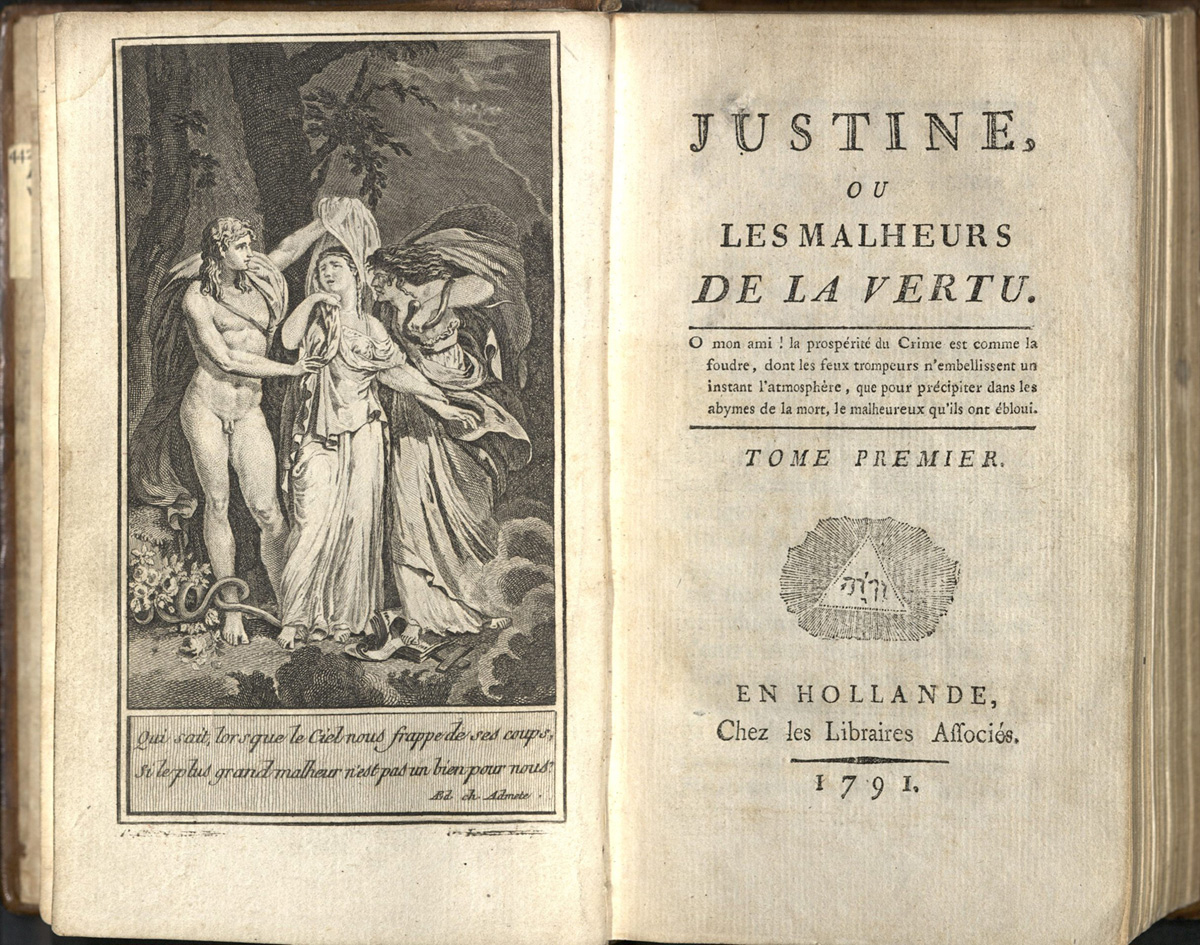
ジュスティーヌあるいは美徳の不幸の挿絵

『美徳の不幸』（びとくのふこう、Les Infortunes de la Vertu）は、サド侯爵 (Marquis de Sade) が1787年に著した小説である。のちに大幅な加筆修正が施され、『ジュスティーヌあるいは美徳の不幸』 (Justine ou les Malheurs de la Vertu) 、さらに『新ジュスティーヌ』 (Nouvelle Justine) として出版された。『悪徳の栄え』と対を成す作品である。

## あらすじ（冒頭のみ）
主人公ジュスティーヌ (Justine) は、3歳上の姉ジュリエット (Juliette) と共にパリの由緒ある修道院で育てられていた。しかし彼女が12歳になったばかりの頃、一家が破産。父はイギリスに逃亡し、母は悲嘆の余り死亡した。残された娘2人は100エキュほどの金を親族から受け取り、この金で何でも好きなことをするよう言われて修道院を出ねばならなくなった。
奔放なジュリエットは、一家の崩壊という一大事にも拘らず、自由の身になったことを喜んだ。これに対しジュスティーヌは、己の将来を案じて悲嘆に暮れるばかりであった。金を持っている男の愛人として生きる道もあると示唆するジュリエットをジュスティーヌは拒絶、以後姉妹は別々の人生を歩むこととなる。
修道院を出てから15年。ジュリエットは窮屈な修道院から解放されたのを幸いに、淫蕩と悪辣の限りを尽くして伯爵夫人の地位と莫大な富を手に入れていた。
ある日ジュリエットは、憲兵らが縄で縛られた1人の女を駅馬車から抱き下ろすのを見た。重罪に問われ、処刑を待つばかりであったこの女に興味を持ったジュリエットは、事の経緯を女囚自身の口から聞きたいと係官に頼み込む。その夜、宿の一室でジュリエットと相対した女囚は、自らの来し方を語り始める。
本作は、この哀れな女囚、即ちジュスティーヌの告白という体裁をとって綴られている。

## 主題
修道院を出たジュスティーヌは、宗教的美徳や礼節に忠実であろうとするばかりに、幾度も貶められたり辱められたりした挙げ句、ついには窃盗や殺人の罪を着せられるに至る。本作は、彼女が嘗めた辛酸の数々を通じて、「美徳を守ろうとする者には不幸が降り掛かり、悪徳に身を任せる者には繁栄が訪れる」というサドの哲学的主題が描かれている。また、サドは彼女が関わった面々に無神論を語らせたり、「人間は万物の霊長である」との考えを否定する主張をさせたりしている。こうした台詞の数々からは、サドの思想の近代性を見ることができる。次々と罠に落ちては虐待され続けるジュスティーヌの流転は、思い切ってテンポの速い描写によっており、全身タイツ姿で強制重労働に酷使されるなど、現代のビザール趣味を先取りするような描写も見られる。
なお、悪徳の追求の結果に関しては、ジュリエットを主人公に据えた『悪徳の栄え』で詳述されている。

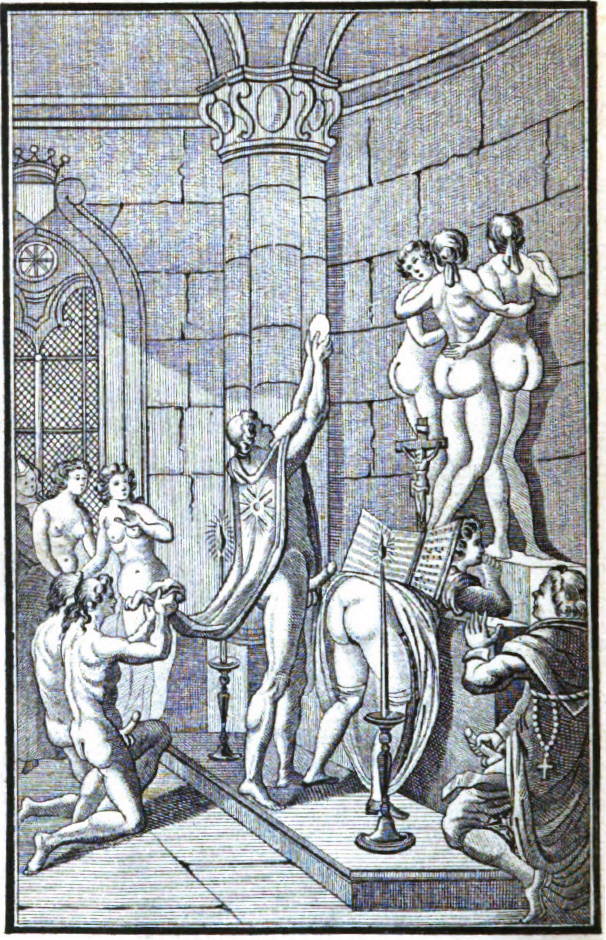
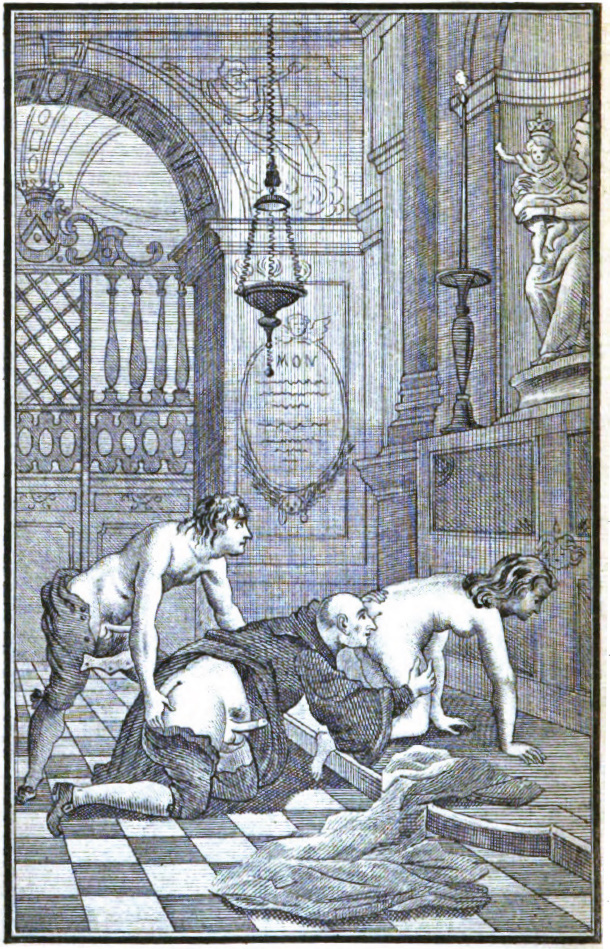
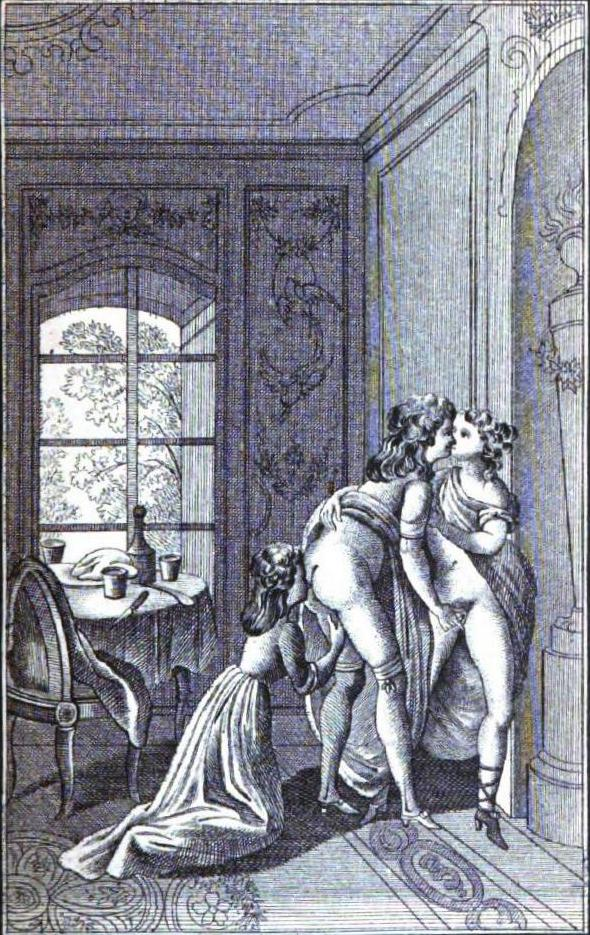

## 作品の変遷
1787年、バスティーユ牢獄に収監されていたサドは、本作を15日かけて書き上げた。その翌年、大幅に加筆修正を行い、1791年に『ジュスティーヌあるいは美徳の不幸』 (Justine ou les Malheurs de la Vertu) と改題した上で、匿名で上梓した。さらに6年後の1797年、これに再び加筆を行った『新ジュスティーヌ』 (Nouvelle Justine、全4巻) が出版されている（これと対になる『ジュリエット物語あるいは悪徳の栄え』全6巻を同時刊行）。
『新ジュスティーヌ』でサドは、これまでのジュスティーヌの独白という形式を廃し、客観描写に改めた。またジュスティーヌに降り掛かる不幸に関する描写が大幅に増加し、かつ遥かに過激なものになっている。本作では、彼の多くの著作に共通する、冗長ともいえる記述が延々と綴られる。
なお、バスティーユで執筆された本作の原型（『原ジュスティーヌ』）はサドの手から離れ、行方不明となったため、サドの存命中に世に出ることは遂になかった。しかし、1909年にギヨーム・アポリネール によってパリ国立図書館で発見され、1930年に刊行された。

## 翻訳
- 『美徳の不幸』澁澤龍彦訳 河出文庫 1992年 ISBN 4309461182
- 『美徳の不運』澁澤龍彦訳（『筑摩世界文学大系23』 筑摩書房 1977年 ISBN 448020623X に所収）
- 『ジュスチーヌ物語又は美徳の不幸』佐藤晴夫訳 未知谷 1991年 ISBN 4915841014
- 『ジュスチーヌまたは美徳の不幸』植田祐次訳 岩波文庫 2001年 ISBN 4003259726